# Mob Rules (banda)
Mob Rules é uma banda power metal alemã. Formada em 1994 pelo vocalista Klaus Dirks, o guitarrista Matthias Mineur, o baixista Thorsten Plorin, e o baterista Arved Mannott. Com isso o quarteto começou a jornada. Começou fazendo shows de abertura para bandas como o Pink Cream 69, CITA e Crossroads.
Durante a primavera de 1996, a banda Mob Rules acrescentou o segundo guitarrista Oliver Fuhlhage, e lançou um mini-álbum auto financiado e solicitado com a Limb Music Productions em março de 1999, o "Savage Land". A reação na Europa foi positiva e a banda fez uma turnê na Alemanha dando suporte a banda Ivory Tower. Se apresentou no maior festival de heavy metal, Wacken Open Air em 2000 tocando com bandas consagradas como Overkill e Scorpions.
Em 1999, a banda colocou mais um membro na banda, o tecladista, Sascha Onnen.
Em 2000, a banda lançou o segundo álbum "Temple Of Two Suns", com participações de Sascha Paeth e Thomas Rettke e o tecladista Miro do Heaven's Gate e também Mohle Susanne fazendo backing vocals na faixa "Hold on".
Mob Rules, em seguida, retornou à ação ao vivo em Julho de 2002 atuando como suporte para Savatage , superando essa atividade fora com uma aparição no "Wacken Open Air" do festival. O terceiro álbum da banda chegou em setembro de 2002 " Hollowed Be Thy Name ". Os convidados incluem Peavy Wagner do Rage na faixa ""How the Gipsy was born" e o guitarrista ex-Helloween atual Masterplan, Roland Grapow nas faixas "All Above The Atmosphere" e "Way Of The World'.
O álbum "Among The Gods", chegou em maio de 2004 pela gravadora SPV. O guitarrista Oliver Fuhlhage foi substituído por Sven Lüdge do Murder One em outubro, como a banda se preparam para turnê européia de apoio a banda Europe. Com isso a banda lançou o seu primeiro DVD ao vivo, chamado "Signs Of The Time LIVE", em um show na cidade natal Wilhelmshaven Pumpwerk.
Na primavera de 2006, Markus Brinkmann foi substituído por Thorsten Plorin. Em outubro de 2006 foi gravado o álbum "Ethnolution AD", foi lançado pela SPV.
Em Julho de 2009 a banda lança o álbum Radical Peace, um album que conta a historia Lee Harvey Oswald o homem que assassinou o então, presidente John F. Kennedy, dos EUA. este álbum contou com participações de Chity Somapala, Herbie Langhans, Markus Teske, Anna Krasinska, Jojo Nimtz, Christine Wolff, Alexander Franz & Surprising.
Os trabalhos mais recentes da banda são Cannibal Nation (2014), e Tales From Beyond (2016).

## Membros da banda
- Klaus Dirks - vocal (1994–presente)
- Matthias Mineur - guitarra (1994–presente)
- Sven Lüdke - guitarra (2004–presente)
- Markus Brinkmann - baixo (2006–presente)
- Sascha Onnen - teclado (1999–presente)
- Nicholas Fritz - bateria (2009–presente)

## Discografia
Álbums
- Savage Land (1999)
- Temple Of Two Suns (2000)
- Hollowed Be Thy Name (2002)
- Among The Gods (2004)
- Signs Of The Time (Live, 2005)
- Ethnolution A.D. (2006)
- Radical Peace (2009)
- Cannibal Nation (2012)
- Tales From Beyond (2016)

Singles
- Lord Of Madness (2002)
- Black Rain (2004)

EP
- Savage Land Pt. 1 (1996)
- Astral Hand (2009)

DVD
- Signs Of The Time (Live, 2005)